# ROTSE
ROTSE (Robotic Optical Transient Search Experiment) è un particolare tipo di telescopio che ha lo scopo di osservare l'intero cielo notturno molto velocemente e di "catturare" eventuali fenomeni improvvisi.
Ad oggi il progetto è alla sua fase 3, sono stati installati 4 telescopi: negli Stati Uniti (più precisamente a Fort Davis nel Texas), in Namibia, in Turchia e in Australia.
Los Alamos nel Nuovo Messico è stato il primo sito in cui è stato installato un dispositivo ROTSE.

## Funzionamento di ROTSE
Per quanto possa sembrare eterno e immutabile, il cielo notturno è in realtà pieno di lampi e tremolii, esplosioni ed eruzioni che si accendono e si indeboliscono nel giro di secondi o di ore. Per cogliere questi fenomeni elusivi, gli scienziati devono stare in allerta a ogni momento, pronti a riposizionare i satelliti e puntare i telescopi secondo le ultime indicazioni. Di fatto, questa è una delle aree dell'astronomia dove gli astrofili (gli astronomi dilettanti) in virtù dei loro grandi campi visuali e del loro numero, hanno fatto scoperte cruciali.
Come una ricognizione del cielo, ROTSE sacrifica sensibilità e incisione dell'immagine a favore di velocità e ampiezza. Esso può riprendere l'1% del cielo in una singola esposizione; durante il normale funzionamento esso fotografa l'intero cielo 2 volte per notte. Ogniqualvolta si verifica un evento interessante, ROTSE si sposta rapidamente e riprende un'immagine. Nel gennaio 1999 lo strumento ha dimostrato la sua utilità. Alcuni satelliti scorsero un Gamma Ray Burst (un intenso lampo di raggi gamma di alta energia) e inviarono via internet informazioni approssimative sulla sua posizione. Entro 10 secondi ROTSE aveva ripreso il lampo. Mai prima di allora gli astronomi avevano osservato un simile evento nel visibile mentre stava ancora emettendo raggi gamma.

### Evoluzione del progetto
Per portare avanti questa linea di ricerca sono stati sviluppati telescopi molto veloci e l'ultimo arrivato è ROTSE-III.
La sua prima incarnazione, ROTSE-I, era costituito da 4 teleobiettivi da 200 mm posti insieme su una montatura in grado di muoversi ad alta velocità.
Il ROTSE-II è stato un prototipo costruito ma poi abbandonato nel 1999, consisteva in una coppia di telescopi di mezzo metro di diametro. Mentre il movimento dei telescopi tradizionali si basava su ingranaggi di precisione, usava codificatori di posizione e un circuito chiuso di controllo, come un robot.
Il ROTSE-III è entrato in funzione del 2002, consiste in un telescopio da 0,45 metri di diametro.